# 17-я отдельная тяжёлая механизированная бригада
17-я отдельная тяжёлая механизированная Криворожская бригада имени Константина Пестушко (укр. 17-та окрема важка механізована Криворізька бригада імені Костянтина Пестушка, сокр. 17 ОТМБр, в/ч А3283) — тактическое соединение Сухопутных войск Украины.
Бригада входит в состав Оперативного командования «Восток» с пунктом постоянной дислокации в городе Кривой Рог. Носит имя Константина Пестушко — атамана Степной дивизии, главного атамана Холодноярской республики.

## История
В феврале 1992 года личный состав 17-й гвардейской танковой дивизии принес присягу на верность украинскому народу. В 1998 году дивизии вручено боевое знамя нового образца.
В ходе выполнения мероприятий государственной программы реформирования и развития ВС Украины в сентябре 2003 года дивизия переформирована в 17-ю отдельную гвардейскую танковую бригаду.

### Война на востоке Украины
Во время войны на востоке Украины бригада вела боевые действия в секторе «Б». Отдельные подразделения участвовали в боях за Иловайск, взятии Мариуполя, боях за Дебальцево. Механизированный батальон бригады принимал участие во взятии Станицы Луганской.
3 октября 2019 бригада вернулась к месту дислокации в порядке очередности из зоны проведения ООС.

### Вторжение России на Украину
11 мая 2022 во время российского вторжения в Украину участвовала в боях на территории Харьковской области. Вблизи поселка Белогоровка Луганской области 17-й отдельной танковой бригадой были уничтожены подразделения армии РФ, более трёх десятков единиц бронетехники, включая танки и боевые машины пехоты, которые пытались навести переправу через Северский Донец.
Осенью 17-я отдельная танковая бригада была реорганизована в 17-ю отдельную тяжёлую механизированную бригаду (вместо 3 танковых и 1 механизированного батальона в бригаде по штату стало 2 танковых и 2 механизированных батальона). С ноября 2024 года принимает участие в боях в Курской области к северу от Суджи.

## Соревнования
В августе 2018 на полигоне 1-й отдельной танковой Северской бригады завершился конкурс на лучший танковый взвод Сухопутных войск Украины. Победила 17-я отдельная танковая бригада. Определяя конкурсные задания учли все недостатки и проблемные вопросы, которые имели место во время участия украинского подразделения на Танковых соревнованиях «Сильная Европа»

## Состав

### 2017
- Управление, штаб
- 1-й танковый батальон
- 2-й танковый батальон
- 3-й танковый батальон
- Механизированный батальон
- Бригадная артиллерийская группа
  - 1-й гаубичный самоходный артиллерийский дивизион (152мм 2С3)
  - 2-й гаубичный самоходный артиллерийский дивизион (122мм 2С1)
  - реактивный артиллерийский дивизион («Град»)
- Зенитный ракетно-артиллерийский дивизион
- Разведывательная рота
- Полевой узел связи
- Группа инженерного обеспечения
- Группа материального обеспечения
- Ремонтно-восстановительный батальон
- Медицинская рота
- Рота РХБЗ
- Комендантский взвод
- Взвод снайперов
- Пожарный взвод

## Командование
- генерал-майор Саковский, Григорий Андреевич[укр.] (1994—1996)[6]
- полковник Тарнавский, Александр Георгиевич (2011—2015)[7]
- полковник Литвинов, Сергей Петрович[укр.] (2015—?)
- подполковник Владимир Дрибноход (2017)[8];
- полковник Миколайчук, Олег Иванович[укр.] (2019—2020)[9].

## Традиции

Первоначальные нарукавные знаки 17-й отдельной танковой бригады (17 отбр), до 29 августа 2019 года

22 августа 2019 президент Украины присвоил бригаде почетное наименование «имени Константина Пестушко». Константин Пестушко — атаман Степной дивизии, главный атаман Холодноярской республики во времена Украинской революции 1918—1922 гг.

### Символика
29 августа 2019 был утверждён и введён в действие новый нарукавный знак бригады. Знак имеет вид геральдического щита, разделённого на чёрное и зелёное. Центральным элементом нарукавного знака есть золотое восходящее стилизованное изображение рыцаря, опирается на меч, вписанного в острие. Разделение щита формирует стилизованное изображение чёрного шлыка. В объяснении отмечалось, что чёрный цвет во времена Украинской революции 1917—1921 годов был основным цветом повстанческого движения, на что указывает присвоенное имя Константина Пестушко. Изображение рыцаря указывает на наследственность танковых войск от тяжёлой рыцарской конницы и выполнен в цветах присущих танковым войскам Украины. Цвет и кайма щита выполнены в основных цветах герба города Кривой Рог и указывают на почётное наименование бригады — «Криворожская». Щит украшен красным кантом.